# Serie D 1979-1980
Il campionato di Serie D 1979-1980 fu la trentesima edizione del campionato interregionale di calcio, il secondo di quinto livello disputata in Italia.

## Stagione

### Avvenimenti
Il neoretrocesso Crotone fallisce finanziariamente e non si iscrive al campionato.
La Benacense si fonde con l'A.C. Riva (militante in Promozione Trentino) e diventa S.S. Benacense Riva.

### Formula
La formula del campionato prevede la promozione in Serie C2 delle squadre classificate ai primi due posti di ogni girone e la retrocessione in Promozione Regionale di quelle classificate agli ultimi quattro posti di ogni girone.
La normativa F.I.G.C. in vigore dalla stagione sportiva 1979-1980 stabiliva che, in caso di assegnazione di un titolo sportivo (promozione o retrocessione), alla fine del campionato si sarebbe dovuto:
1. disputare una gara di spareggio in campo neutro in caso di attribuzione del primo posto in classifica;
2. non disputare una gara di spareggio ma prendere in considerazione la differenza reti generale in caso di una o più società da classificare per stabilire una o più società retrocedente(i) in categoria inferiore.

Tutti i pari merito in cui non si doveva attribuire un titolo sportivo non sono da regolarsi con la differenza reti generale ovvero: tutte le altre squadre a pari punti vanno considerate classificate a pari merito con la posizione di classifica più alta senza considerare la differenza reti anche se i giornali la prendono in considerazione e la evidenziano.

## Girone A
La Torretta Santa Caterina è una rappresentativa della città di Asti.

### Classifica finale
|  | Pos. | Squadra                 | Pt | G  | V  | N  | P  | GF | GS | DR  |
|  | ---- | ----------------------- | -- | -- | -- | -- | -- | -- | -- | --- |
|  | 1.   | Torretta Santa Caterina | 51 | 34 | 21 | 9  | 4  | 45 | 15 | +30 |
|  | 2.   | Omegna                  | 46 | 34 | 16 | 14 | 4  | 37 | 18 | +19 |
|  | 3.   | Vogherese               | 44 | 34 | 13 | 18 | 3  | 27 | 13 | +14 |
|  | 4.   | Pontedecimo             | 40 | 34 | 16 | 8  | 10 | 41 | 29 | +12 |
|  | 5.   | Asti                    | 40 | 34 | 13 | 14 | 7  | 28 | 23 | +5  |
|  | 6.   | Cuoiopelli              | 39 | 34 | 12 | 15 | 7  | 33 | 18 | +15 |
|  | 7.   | Massese                 | 37 | 34 | 13 | 11 | 10 | 33 | 23 | +10 |
|  | 8.   | Aosta                   | 36 | 34 | 15 | 6  | 13 | 42 | 30 | +12 |
|  | 9.   | Borgomanero             | 35 | 34 | 12 | 11 | 11 | 30 | 29 | +1  |
|  | 10.  | Viareggio               | 32 | 34 | 8  | 16 | 10 | 23 | 27 | -4  |
|  | 11.  | Sestri Levante          | 31 | 34 | 9  | 13 | 12 | 25 | 28 | -3  |
|  | 12.  | Albenga                 | 29 | 34 | 8  | 13 | 13 | 24 | 33 | -9  |
|  | 13.  | Pro Vercelli            | 29 | 34 | 6  | 17 | 11 | 25 | 37 | -12 |
|  | 14.  | Pinerolo                | 28 | 34 | 9  | 10 | 15 | 32 | 35 | -3  |
|  | 15.  | Aglianese               | 28 | 34 | 7  | 14 | 13 | 28 | 33 | -5  |
|  | 16.  | Novese                  | 28 | 34 | 7  | 14 | 13 | 30 | 46 | -16 |
|  | 17.  | Gozzano                 | 23 | 34 | 8  | 7  | 19 | 24 | 53 | -29 |
|  | 18.  | Sestrese                | 16 | 34 | 3  | 10 | 21 | 15 | 52 | -37 |

Legenda:
      Promossa in Serie C2 1980-1981.
      Retrocessa in Promozione 1980-1981.
Regolamento:
Due punti a vittoria, uno a pareggio, zero a sconfitta.
Era in vigore il pari merito (tranne per la definizione delle promosse e retrocesse).
In caso di pari punti per l'attribuzione del primo posto in classifica si disputava uno spareggio.
In caso di pari punti in zona retrocessione si teneva conto della differenza reti generale.

## Girone B
Il Montello è una rappresentativa della città di Volpago del Montello.

### Classifica finale
|  | Pos. | Squadra        | Pt | G  | V  | N  | P  | GF | GS | DR  |
|  | ---- | -------------- | -- | -- | -- | -- | -- | -- | -- | --- |
|  | 1.   | Casatese       | 44 | 34 | 17 | 10 | 7  | 50 | 31 | +19 |
|  | 2.   | Mira           | 44 | 34 | 15 | 14 | 5  | 28 | 17 | +11 |
|  | 3.   | Montebelluna   | 44 | 34 | 17 | 10 | 7  | 46 | 23 | +23 |
|  | 4.   | Benacense 1905 | 39 | 34 | 11 | 17 | 6  | 25 | 20 | +5  |
|  | 5.   | Pro Gorizia    | 37 | 34 | 13 | 11 | 10 | 33 | 28 | +5  |
|  | 6.   | Spinea         | 36 | 34 | 10 | 16 | 8  | 27 | 27 | 0   |
|  | 7.   | Jesolo         | 34 | 34 | 12 | 10 | 12 | 26 | 24 | +2  |
|  | 8.   | Caratese       | 34 | 34 | 12 | 10 | 12 | 25 | 31 | -6  |
|  | 9.   | Valdagno       | 33 | 34 | 9  | 15 | 10 | 29 | 31 | -2  |
|  | 10.  | Solbiatese     | 32 | 34 | 10 | 12 | 12 | 36 | 35 | +1  |
|  | 11.  | Saronno        | 32 | 34 | 10 | 12 | 12 | 31 | 31 | 0   |
|  | 12.  | Pro Tolmezzo   | 32 | 34 | 9  | 14 | 11 | 28 | 32 | -4  |
|  | 13.  | Romanese       | 31 | 34 | 9  | 13 | 12 | 29 | 33 | -4  |
|  | 14.  | Dolo           | 30 | 34 | 8  | 14 | 12 | 28 | 35 | -7  |
|  | 15.  | Montello       | 30 | 34 | 10 | 10 | 14 | 25 | 34 | -9  |
|  | 16.  | Biassono       | 28 | 34 | 7  | 14 | 13 | 23 | 30 | -7  |
|  | 17.  | Abbiategrasso  | 27 | 34 | 8  | 11 | 15 | 17 | 32 | -15 |
|  | 18.  | Palmanova      | 25 | 34 | 6  | 13 | 15 | 20 | 32 | -12 |

Legenda:
      Promossa in Serie C2 1980-1981.
      Retrocessa in Promozione 1980-1981.
Regolamento:
Due punti a vittoria, uno a pareggio, zero a sconfitta.
Era in vigore il pari merito (tranne per la definizione delle promosse e retrocesse).
In caso di pari punti per l'attribuzione del primo posto in classifica si disputava uno spareggio.
In caso di pari punti in zona retrocessione si teneva conto della differenza reti generale.

### Spareggi

#### Spareggi promozione
|              | Risultati |              | Luogo e data            |
| ------------ | --------- | ------------ | ----------------------- |
| Montebelluna | 0-0       | Casatese     | Mantova, 1º giugno 1980 |
| Mira         | 1-0       | Montebelluna | Padova, 4 giugno 1980   |
| Casatese     | 2-0       | Mira         | Viadana, 8 giugno 1980  |
|              |           |              |                         |

## Girone C

### Classifica finale
|  | Pos. | Squadra      | Pt | G  | V  | N  | P  | GF | GS | DR  |
|  | ---- | ------------ | -- | -- | -- | -- | -- | -- | -- | --- |
|  | 1.   | Maceratese   | 46 | 34 | 17 | 12 | 5  | 46 | 19 | +27 |
|  | 2.   | Cattolica    | 44 | 34 | 16 | 12 | 6  | 41 | 26 | +15 |
|  | 3.   | Elpidiense   | 42 | 34 | 16 | 10 | 8  | 40 | 24 | +16 |
|  | 4.   | Fermana      | 42 | 34 | 14 | 14 | 6  | 29 | 20 | +9  |
|  | 5.   | Falconarese  | 40 | 34 | 14 | 12 | 8  | 40 | 30 | +10 |
|  | 6.   | Fidenza      | 36 | 34 | 10 | 16 | 8  | 35 | 31 | +4  |
|  | 7.   | Abano        | 36 | 34 | 10 | 16 | 8  | 34 | 30 | +4  |
|  | 8.   | Imola        | 34 | 34 | 11 | 12 | 11 | 38 | 35 | +3  |
|  | 9.   | Jesi         | 33 | 34 | 11 | 11 | 12 | 32 | 31 | +1  |
|  | 10.  | Mirandolese  | 32 | 34 | 8  | 16 | 10 | 29 | 33 | -4  |
|  | 11.  | Forlimpopoli | 32 | 34 | 9  | 14 | 11 | 30 | 36 | -6  |
|  | 12.  | Viadanese    | 31 | 34 | 6  | 19 | 9  | 23 | 31 | -8  |
|  | 13.  | Russi        | 30 | 34 | 7  | 16 | 11 | 31 | 38 | -7  |
|  | 14.  | Chievo       | 30 | 34 | 9  | 12 | 13 | 21 | 33 | -12 |
|  | 15.  | Audace SME   | 29 | 34 | 6  | 17 | 11 | 17 | 28 | -11 |
|  | 16.  | Contarina    | 28 | 34 | 6  | 16 | 12 | 24 | 27 | -3  |
|  | 17.  | Molinella    | 26 | 34 | 7  | 12 | 15 | 24 | 36 | -12 |
|  | 18.  | Legnago      | 21 | 34 | 6  | 9  | 19 | 23 | 49 | -26 |

Legenda:
      Promossa in Serie C2 1980-1981.
      Retrocessa in Promozione 1980-1981.
Regolamento:
Due punti a vittoria, uno a pareggio, zero a sconfitta.
Era in vigore il pari merito (tranne per la definizione delle promosse e retrocesse).
In caso di pari punti per l'attribuzione del primo posto in classifica si disputava uno spareggio.
In caso di pari punti in zona retrocessione si teneva conto della differenza reti generale.

## Girone D

### Classifica finale
|  | Pos. | Squadra      | Pt | G  | V  | N  | P  | GF | GS | DR  |
|  | ---- | ------------ | -- | -- | -- | -- | -- | -- | -- | --- |
|  | 1.   | Sant'Elena   | 43 | 34 | 14 | 15 | 5  | 31 | 22 | +9  |
|  | 2.   | Casalotti    | 42 | 34 | 14 | 14 | 6  | 33 | 23 | +10 |
|  | 3.   | Viterbese    | 41 | 34 | 14 | 13 | 7  | 46 | 27 | +19 |
|  | 4.   | VJS Velletri | 41 | 34 | 11 | 19 | 4  | 33 | 19 | +14 |
|  | 5.   | Cecina       | 38 | 34 | 14 | 10 | 10 | 39 | 37 | +2  |
|  | 6.   | Angelana     | 37 | 34 | 12 | 13 | 9  | 36 | 29 | +7  |
|  | 7.   | Torres       | 34 | 34 | 10 | 14 | 10 | 31 | 31 | 0   |
|  | 8.   | Calangianus  | 34 | 34 | 9  | 16 | 9  | 33 | 36 | -3  |
|  | 9.   | Iglesias     | 33 | 34 | 12 | 9  | 13 | 43 | 38 | +5  |
|  | 10.  | Rieti        | 33 | 34 | 9  | 15 | 10 | 24 | 22 | +2  |
|  | 11.  | Carbonia     | 32 | 34 | 11 | 10 | 13 | 31 | 32 | -1  |
|  | 12.  | Olbia        | 32 | 34 | 8  | 16 | 10 | 31 | 32 | -1  |
|  | 13.  | Orbetello    | 32 | 34 | 7  | 18 | 9  | 22 | 30 | -8  |
|  | 14.  | Frosinone    | 32 | 34 | 8  | 16 | 10 | 20 | 30 | -10 |
|  | 15.  | Spoleto      | 32 | 34 | 9  | 14 | 11 | 24 | 35 | -11 |
|  | 16.  | Piombino     | 27 | 34 | 7  | 13 | 14 | 22 | 32 | -10 |
|  | 17.  | Romulea      | 26 | 34 | 6  | 14 | 14 | 35 | 44 | -9  |
|  | 18.  | Nuorese      | 23 | 34 | 4  | 15 | 15 | 28 | 43 | -15 |

Legenda:
      Promossa in Serie C2 1980-1981.
      Retrocessa in Promozione 1980-1981.
Regolamento:
Due punti a vittoria, uno a pareggio, zero a sconfitta.
Era in vigore il pari merito (tranne per la definizione delle promosse e retrocesse).
In caso di pari punti per l'attribuzione del primo posto in classifica si disputava uno spareggio.
In caso di pari punti in zona retrocessione si teneva conto della differenza reti generale.
Note:

## Girone E
L'Irpinia è una rappresentativa della città di Mercogliano.

### Classifica finale
|  | Pos. | Squadra         | Pt | G  | V  | N  | P  | GF | GS | DR  |
|  | ---- | --------------- | -- | -- | -- | -- | -- | -- | -- | --- |
|  | 1.   | Virtus Casarano | 49 | 34 | 20 | 9  | 5  | 43 | 16 | +27 |
|  | 2.   | Martina         | 42 | 34 | 14 | 14 | 6  | 35 | 21 | +14 |
|  | 3.   | Pro Vasto       | 42 | 34 | 14 | 14 | 6  | 36 | 24 | +12 |
|  | 4.   | Avigliano       | 41 | 34 | 13 | 15 | 6  | 40 | 28 | +12 |
|  | 5.   | Fasano          | 39 | 34 | 14 | 11 | 9  | 44 | 29 | +15 |
|  | 6.   | Grottaglie      | 36 | 34 | 12 | 12 | 10 | 33 | 35 | -2  |
|  | 7.   | Trani           | 36 | 34 | 12 | 12 | 10 | 23 | 25 | -2  |
|  | 8.   | Bisceglie       | 35 | 34 | 11 | 13 | 10 | 31 | 29 | +2  |
|  | 9.   | Lucera          | 35 | 34 | 11 | 13 | 10 | 30 | 29 | +1  |
|  | 10.  | Nola            | 35 | 34 | 11 | 13 | 10 | 38 | 39 | -1  |
|  | 11.  | Gladiator       | 34 | 34 | 10 | 14 | 10 | 27 | 25 | +2  |
|  | 12.  | Sora            | 31 | 34 | 8  | 15 | 11 | 23 | 31 | -8  |
|  | 13.  | Santegidiese    | 30 | 34 | 10 | 10 | 14 | 38 | 34 | +4  |
|  | 14.  | Irpinia         | 30 | 34 | 9  | 12 | 13 | 30 | 33 | -3  |
|  | 15.  | Sulmona         | 30 | 34 | 11 | 8  | 15 | 36 | 43 | -7  |
|  | 16.  | Vultur Rionero  | 27 | 34 | 8  | 11 | 15 | 19 | 41 | -22 |
|  | 17.  | Nardò           | 25 | 34 | 7  | 11 | 16 | 32 | 51 | -19 |
|  | 18.  | Rosetana        | 15 | 34 | 3  | 9  | 22 | 16 | 41 | -25 |

Legenda:
      Promossa in Serie C2 1980-1981.
      Retrocessa in Promozione 1980-1981.
 Promozione diretta.
Regolamento:
Due punti a vittoria, uno a pareggio, zero a sconfitta.
Era in vigore il pari merito (tranne per la definizione delle promosse e retrocesse).
In caso di pari punti per l'attribuzione del primo posto in classifica si disputava uno spareggio.
In caso di pari punti in zona retrocessione si teneva conto della differenza reti generale.

### Spareggi

#### Spareggio promozione
|         | Risultati     |           | Luogo e data                     |
| ------- | ------------- | --------- | -------------------------------- |
| Martina | 0-0 (4-3 dtr) | Pro Vasto | Nocera Inferiore, 31 maggio 1980 |
|         |               |           |                                  |

## Girone F
La Pattese è una rappresentativa della città di Patti.

### Classifica finale
|  | Pos. | Squadra         | Pt | G  | V  | N  | P  | GF | GS | DR  |
|  | ---- | --------------- | -- | -- | -- | -- | -- | -- | -- | --- |
|  | 1.   | Frattese        | 45 | 34 | 15 | 15 | 4  | 33 | 18 | +15 |
|  | 2.   | Campania        | 42 | 34 | 14 | 14 | 6  | 46 | 24 | +22 |
|  | 3.   | Akragas         | 41 | 34 | 16 | 9  | 9  | 34 | 26 | +8  |
|  | 4.   | Rossanese       | 38 | 34 | 15 | 8  | 11 | 45 | 35 | +10 |
|  | 5.   | Acireale        | 37 | 34 | 13 | 11 | 10 | 42 | 32 | +10 |
|  | 6.   | Nissa           | 35 | 34 | 12 | 11 | 11 | 32 | 25 | +7  |
|  | 7.   | Grumese         | 34 | 34 | 11 | 12 | 11 | 30 | 31 | -1  |
|  | 8.   | Mazara          | 33 | 34 | 11 | 11 | 12 | 30 | 35 | -5  |
|  | 9.   | Modica          | 33 | 34 | 10 | 13 | 11 | 29 | 38 | -9  |
|  | 10.  | Canicattì       | 32 | 34 | 9  | 14 | 11 | 32 | 33 | -1  |
|  | 11.  | Paternò         | 32 | 34 | 7  | 18 | 9  | 30 | 31 | -1  |
|  | 12.  | Ercolanese      | 32 | 34 | 10 | 12 | 12 | 29 | 31 | -2  |
|  | 13.  | Trapani         | 32 | 34 | 13 | 6  | 15 | 28 | 30 | -2  |
|  | 14.  | Giugliano       | 32 | 34 | 10 | 12 | 12 | 29 | 34 | -5  |
|  | 15.  | Trebisacce      | 32 | 34 | 13 | 6  | 15 | 36 | 41 | -5  |
|  | 16.  | Pattese         | 28 | 34 | 9  | 10 | 15 | 29 | 45 | -16 |
|  | 17.  | Puteolana       | 27 | 34 | 7  | 13 | 14 | 24 | 36 | -12 |
|  | 18.  | Morrone Cosenza | 27 | 34 | 9  | 9  | 16 | 38 | 51 | -13 |

Legenda:
      Promossa in Serie C2 1980-1981.
      Retrocessa in Promozione 1980-1981.
 Retrocessione diretta.
Regolamento:
Due punti a vittoria, uno a pareggio, zero a sconfitta.
Era in vigore il pari merito (tranne per la definizione delle promosse e retrocesse).
In caso di pari punti per l'attribuzione del primo posto in classifica si disputava uno spareggio.
In caso di pari punti in zona retrocessione si teneva conto della differenza reti generale.
Trebisacce e Giugliano terminarono il campionato a pari punti e con la stessa differenza reti generale. La retrocessione fu quindi decisa da uno spareggio.

### Spareggio

#### Spareggio retrocessione
|            | Risultati   |           | Luogo e data             |
| ---------- | ----------- | --------- | ------------------------ |
| Trebisacce | 1-1 (d.t.s) | Giugliano | Barletta, 31 maggio 1980 |
|            |             |           |                          |

Visto che il match terminò in pareggio si rese necessario ripetere la partita.
|            | Risultati |           | Luogo e data         |
| ---------- | --------- | --------- | -------------------- |
| Trebisacce | 0-2       | Giugliano | Trani, 7 giugno 1980 |
|            |           |           |                      |